# リバタリアニズム
リバタリアニズム（英: libertarianism）は、個人的な自由、経済的な自由の双方を重視する、自由主義上の政治思想・政治哲学の立場である。経済的な自由を重視する新自由主義と似ているが、リバタリアニズムでは個人的な自由をも重んじる。他者の身体や正当に所有された物質的、私的財産を侵害しない限り、各人が望む全ての行動は基本的に自由であると主張する。リバタリアニズムを主張する者はリバタリアンと呼ばれる。日本語では完全自由主義、自由人主義、自由至上主義、自由意志主義などの訳語がある。
なお、哲学、神学、形而上学においては決定論に対して、自由意志と決定論が両立しないことを認めつつ（非両立説 incompatibilism）、非決定論から自由意志の存在を唱える立場を指す。この意味では自由意志論などと訳される場合が多い。

## 語源と歴史

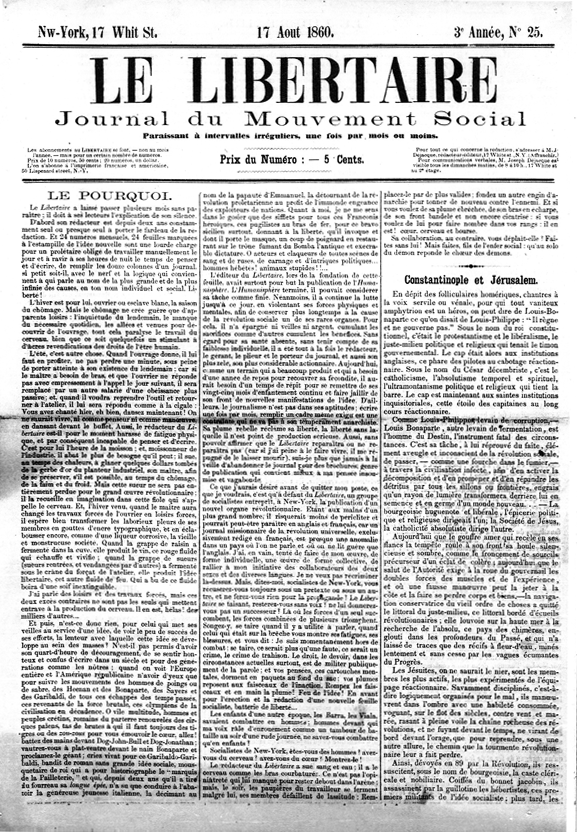
Le Libertaire, Journal du mouvement social

リバタリアンという用語が使用された最初の記録は1789年であり、イギリス人のウィリアム・ベルシャムが形而上学の文脈でリバタリアニズムについて記したときだった。
フランスの無政府共産主義者でニューヨークに移り住んだジョゼフ・デジャック（Joseph Déjacque）は、1858年から1861年にかけて定期刊行した「ル・リベルテール」の中でリバタリアンという用語を用いた。この時期ではリバタリアンとアナキズムは同義語のような立ち位置だった。
アメリカでは1870年代後半から1880年代初頭にかけて、個人主義的無政府主義のベンジャミン・タッカーによってリバタリアンが普及した。他にも19世紀のリバタリアン思想家には、奴隷制度廃止運動に関わったライサンダー・スプーナー、フリーバンキングの推進者だったウィリアム・バチェルダー・グリーンなどがいた。また、リベラリズムの同義語としてのリバタリアニズムは1955年にディーン・ラッセルによって大衆に広まった。その後、古典的自由主義の信念を持つ者が増加し、そのような人たちが自らをリバタリアンと表現するようになり、その意味での用語を広めたのは1960年代に活躍したマレー・ロスバードだった。1970年代にはロバート・ノージックがアカデミックな世界や哲学分野でアメリカの国外へこの用語を広めるのに貢献した 。

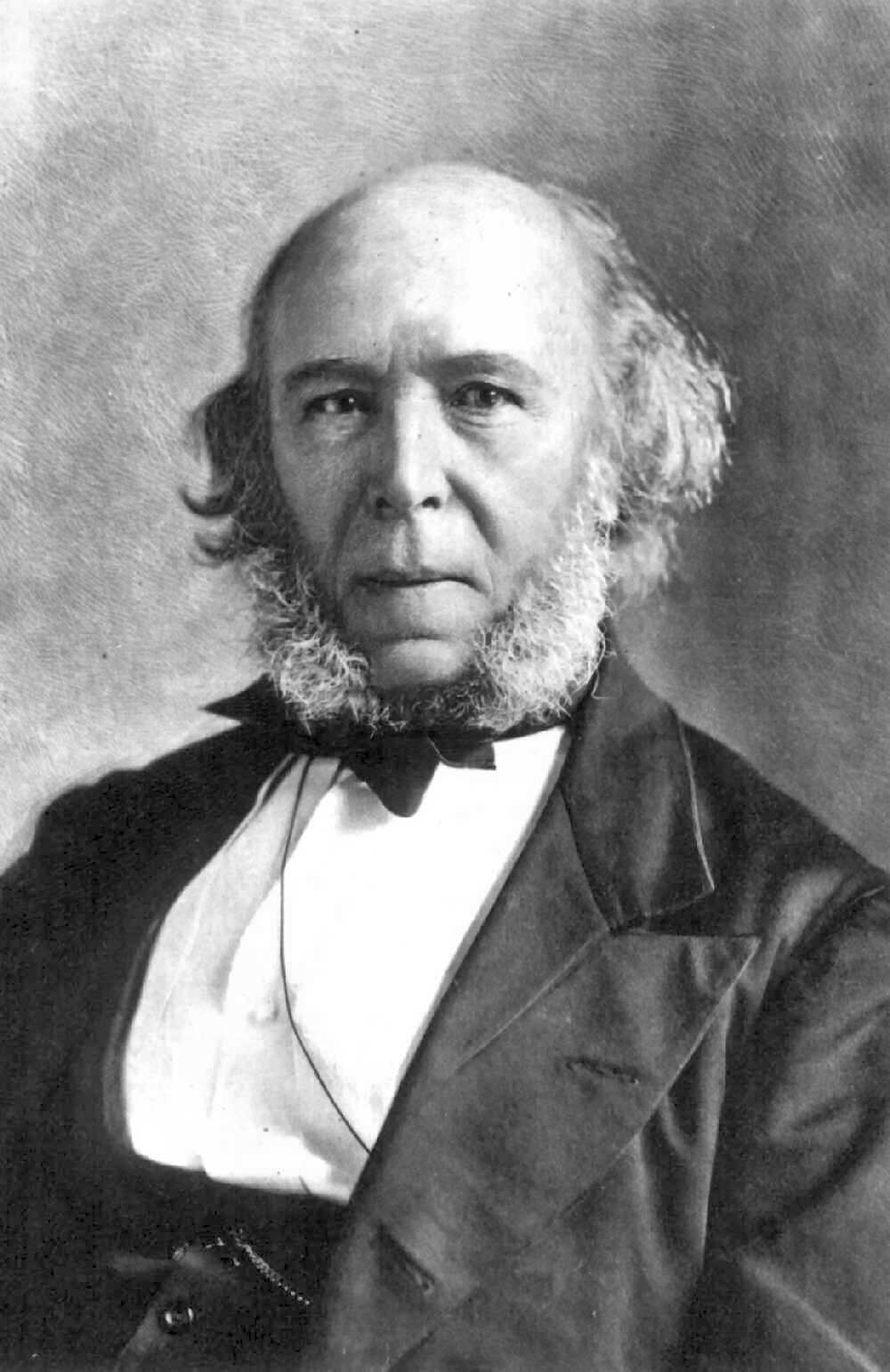
ハーバート・スペンサー

ハーバート・スペンサーは『社会静学』の中で「他の人々の同様な自由だけによって制限される平等な自由」という古典的自由主義の原理を提唱した。これはロバート・ノージックら20世紀の「リバタリアニズム」の先駆とされる。

## 定義

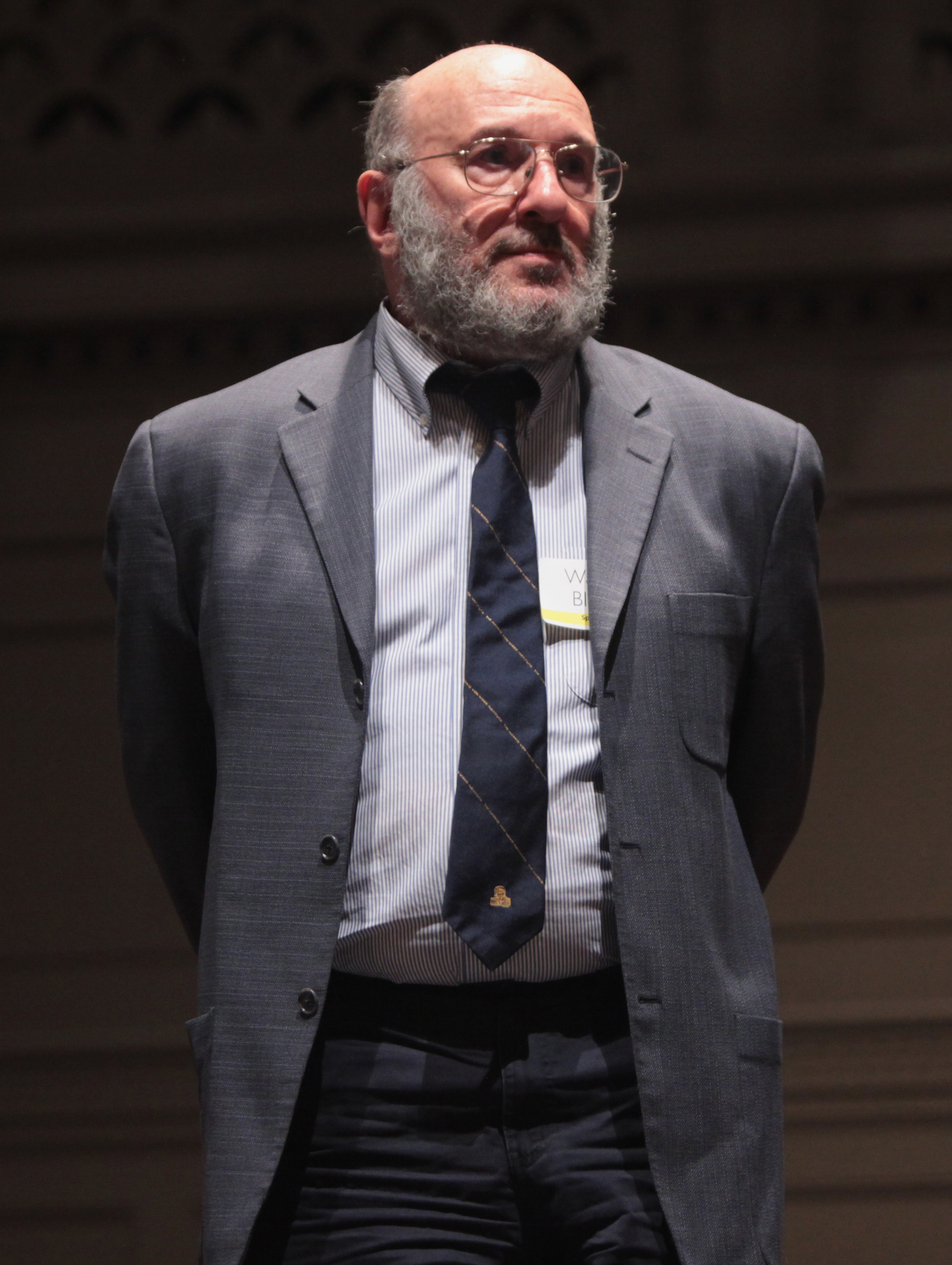
ウォルター・ブロック

リバタリアニズムは論者によって多義的に用いられてきた。
リバタリアンは、「権力は腐敗する」、「絶対権力は絶対に腐敗する」（ジョン・アクトン）という信念を持っており、個人の完全な自治を標榜し、究極的には無政府主義同様、国家や政府の廃止を理想とする。また、個人的な自由、自律の倫理を重んじ、献身や軍務の強制は肉体・精神の搾取であり隷従と同義であると唱え、徴兵制に反対する。経済的には、レッセフェール（仏： laissez-faire）を唱え、国家が企業や個人の経済活動に干渉することに強く反対する。また、徴税は私的財産権の侵害とみなし、税によって福祉サービスが賄われる福祉国家は否定する。なお、暴力、詐欺、侵害などの他者の自由を制限する行為が行われるとき、自由を守るための強制力の行使には反対しない。
経済的には保守、社会的にはリベラルの性格を有しており、リバタリアニズムの対極に位置するのは、経済・社会の両面で自由度が低下して政府の権限が強大な権威主義である。リバタリアンとは正反対の概念として「コレクティヴィスト」（コレクティヴィズム）と呼ばれる集産主義も挙げられる。
リバタリアンも右派と左派という用語を使用してきた経緯があり、「右派リバタリアニズム」と「左派リバタリアニズム」という言葉もある。一方で、無政府資本主義者であるウォルター・ブロックはどちらにおいてもリバタリアンであることには変わらないと語っている。
自然権的リバタリアニズム（natural-rights libertarianism）と帰結主義的リバタリアニズム（consequentialist libertarianism）という2つの視点もある。自然権的リバタリアンはロック的伝統にのっとり、自由を、不可侵な自然権としての自己自身への所有権として理解する。他方で、帰結主義的リバタリアンは、功利主義的観点から自由を支持する。相互の不可侵な自由が確立されている状態でこそ、社会全体の幸福が最大化されるのであり、政府などによる意図的な規制・干渉は、自然な相互調整メカニズムを混乱させ、事態を悪化させると考える。
また、「thin libertarianism」と「thick libertarianism」という分類もある。これらは左派リバタリアンと右派リバタリアンの関係と近似している。

## 基本理念
リバタリアニズムでは、私的財産権もしくは私有財産制は、個人の自由を確保する上で必要不可欠な制度原理と考える。私的財産権には、自分の身体は自分が所有する権利を持つとする自己所有権原理を置く（ジョン・ロック）。私的財産権が政府や他者により侵害されれば個人の自由に対する制限もしくは破壊に結びつくとし、政府による徴税行為をも基本的に否定する。法的には、自由とは本質的に消極的な概念であるとした上で、自由を確保する法思想（法の支配/rule of law）を追求する。経済的には、市場で起こる諸問題は、政府の規制や介入が引き起こしているという考えから、市場への一切の政府介入を否定する自由放任主義（レッセフェール/laissez-faire）を唱える。個人が自由に自己の利益を追求し、競争することが社会全体の利益の最大化に繋がるとする。この考えは、自由競争こそが「（神の）見えざる手」によって社会の繁栄をもたらすとしたアダム・スミスの『国富論』を源流とする。

### リバタリアニズムにおける自由
マレー・ロスバードによると、自由とは個人の身体と正当な物質的財産の所有権が侵害されていない状態を指す消極的な意味である。ロスバードは、犯罪とは暴力の使用により別の個人の身体や物質的財産の所有権を侵害することと定義した。
また、ロスバードは、古典的自由主義者が使用してきた積極的自由の概念は所有権の観点から定義されていないので曖昧で矛盾に満ちており、知的な混乱と、国家や政府が公共の福祉や公の秩序を理由に個人の権利を恣意的に制限する事を許す事に繋がったとして批判している。

## 他の思想との違い

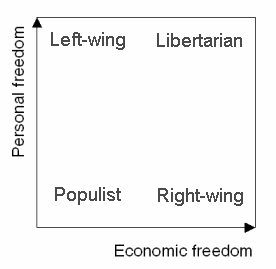
ノーラン・チャート

リバタリアニズムの立ち位置を示す際は、1971年にリバタリアン党を創設したデイヴィッド・ノーランによる、「ノーラン・チャート」という概念図が参照されることが多い。リバタリアニズムは経済的自由と社会的自由（個人的自由、政治的自由）を共に尊重する思想であり、社会主義などの左翼思想は個人的自由は高いが経済的自由は低く、保守主義などの右翼思想は経済的自由は高いが個人的自由は低く、ポピュリズム（ここでは権威主義や全体主義などを指す）では個人的自由も経済的自由も低い、という位置づけとなる。
リバタリアニズムと保守主義の違いについては、リバタリアニズムは移民やLGBTの権利も重視するのが、従来の保守主義と異なる部分となる。
リバタリアニズムとリベラリズムの違いを考える場合は、ヨーロッパとアメリカではそれらの言葉が意味するものが違うということを念頭に置く必要がある。現代のアメリカではリベラリズムは元来の「自由主義」を意味しておらず、「福祉国家思想」や「社会民主主義」を意味している側面が強い。つまり、ヨーロッパで言うところの社会民主主義的な思想や主張が、アメリカでは「リベラル」と表現される。アメリカ的な「リベラル」は、中立性よりも経済的な平等に関心が強く、リバタリアニズムとは相反する。
リバタリアニズムは、リベラリズムが支持する福祉国家の肥大化によって個人や企業の自由と権利が必要以上に制約されるリスクを批判しており、新自由主義（ネオリベラリズム）とともに「小さな政府」あるいは「制限された政府」を主張する。一方で、リバタリアニズムもリベラリズムも家族や地域共同体を崩壊させるようなアノミーやアパシーといった社会病理を産み出す傾向が揃って指摘され、それに対してコミュニタリアニズムが提唱されている。
フェミニズムの中でも特に個人主義を強調する思想は「リバタリアン・フェミニズム」と呼ばれ、「リベラル・フェミニズム」とは異なるものとして扱われる。著名なリバタリアン・フェミニストとしては、フェミニスト・セックス戦争で舌戦に参加したウェンディ・マッカロイ、社会学者のカミール・パーリア、ジャーナリストのスザンヌ・ラフォレットなどがいる。

## 現在のリバタリアニズム
アメリカではリバタリアン党は民主党と共和党の2大政党に次ぐ3番目の政党であるものの、党員は少ない。しかし、有権者に占める割合は10％強と言われており、選挙年齢に達した者のうちの10%から20%がリバタリアン的観点を持っているとされている。
2010年代に入って、既存の2大政党への反発が強まっていることもあり、若者を中心にリバタリアニズムへの支持が広がっている。マサチューセッツ工科大学での2011年の学内調査によれば、回答者のうち23%が自らをリバタリアンと認識しているという結果がある。
インターネット、脱中央集権的な仮想通貨やブロックチェーンなど、テクノロジーの発達とリバタリアニズムにも関係が生まれている。こうした潮流は、サイバーリバタリアニズムとも呼ばれている。サイバーリバタリアニズムの支持者としては、電子フロンティア財団の設立者であるジョン・ペリー・バーロウやジョン・ギルモア、ウィキリークスに関わったジュリアン・アサンジなどが挙げられる。GAFAが支配するシリコンバレーはリバタリアニズムの影響が強く、ピーター・ティールのようなシリコンバレーに多大な影響力を持つ起業家も熱心なリバタリアンとして知られる。このサイバーリバタリアニズムはダークウェブにも密接に根付いている。
一部のリバタリアンは、子どもが大人と性行為をすることさえも自由であると主張しており、2008年のアメリカ大統領選挙でリバタリアン党の大統領候補に立候補したメアリー・ルワートは児童買春、児童ポルノやその他の児童労働の規制などの一切の子どもの権利制限を認めない姿勢を示した。
SNS上で誹謗中傷を行ったり、または新反動主義に刺激を受け、リベラルやポリティカル・コレクトネス、フェミニストの表現規制に反発するオルタナ右翼の間でも、インターネットでは限りなく自由な言説が許容されるべきというリバタリアン的な志向が見て取れるとする指摘もある。
喫煙が引き起こす健康被害や環境問題に対しては、政府による規制を嫌い、偽情報や否定論を発信して、対策を遅らせている。一方で、環境汚染により財産権や個人の自由が侵害されることから、対策が必要であるとするリバタリアンも存在する。後者からは、政府による規制の代替案として、炭素税をはじめとする市場ベースの解決策が提唱されている。
2023年11月、リバタリアン党のハビエル・ミレイがアルゼンチンの大統領に当選し、世界初のリバタリアン大統領と報じられた。

## リバタリアニズムの議論と批判
私有財産は自由と不自由の分配である。—G. A. コーエン
分析的マルクス主義哲学者ジェラルド・コーエンは、財産権を自由の中核要素とみなすリバタリアンを批判した。彼は、私有財産が自由のみを構成すると考えるのは偏った見方だと指摘した。私有財産権は、一方では所有者の自由を高めるが、同時に他者の自由を制限する。したがって、福祉国家の再分配と同様に、自由市場は自由を創出すると同時に制限する。最終的に彼は、「ビジネスの自由が経済的自由を構成する」という主張は虚構にすぎないと主張した。
『An Anarchist FAQ』の著者らによれば、「リバタリアン」という用語はもともと1850年代にジョセフ・デジャックら左派アナキストが自称するために用いたものだが、後に右翼資本主義者によって乗っ取られ、本来の意味が歪められたと主張している。ピーター・マーシャル(Peter Marshall)も似た主張をした。

## 主なリバタリアニズムの組織

### 政党
- 国際リバタリアン党連盟

### シンクタンク
- ケイトー研究所
- ミーゼス研究所
- リバティ・インターナショナル（英語版）
- ニスカネン・センター（英語版）

### リバタリアン・フェミニスト組織
- The Ladies of Liberty Alliance (LOLA)
- The Mothers Institute
- Feminists for Liberty
- The Association of Libertarian Feminists (ALF)

## 主なリバタリアンの人物
- オーストリア学派
  - マレー・ロスバード
  - ハンス・ヘルマン・ホッペ(en:Hans-Hermann Hoppe)
  - ルエリン・ロックウェル(en:Lew Rockwell)
  - ウォルター・ブロック(en:Walter Block)
  - ロバート・ヒッグス(en:Robert Higgs)
  - ステファン・キンセラ(en:Stephan Kinsella)
  - ジェフリー・タッカー
  - ブルース・ベンソン(en:Bruce L. Benson)
  - ピーター・ボエトック(en:Peter Boettke)
  - ダグ・ケイシー(en:Doug Casey)
  - ジェラルド・ケーシー(en:Gerard Casey (philosopher))
  - ピーター・リースン(en:Peter Leeson)
  - ロバート・マーフィー
  - ジョゼフ・サレルノ(en:Joseph Salerno)
  - ラリー・セクレスト(en:Larry J. Sechrest)
  - エドワード・ストリンガム(en:Edward Stringham)
  - マーク・ソーントン(en:Mark Thornton)
  - トマス・ウッズ(en:Thomas Woods)
  - ロデリック・ロング(en:Roderick T. Long)

- 無政府資本主義　
  - フランク・ヴァン・ダン(en:Frank Van Dun)
  - メアリー・ルワート(en:Mary Ruwart)
  - カール・ヘス(en:Karl Hess)
  - アンソニー・ド・ジャセイ(en:Anthony de Jasay)
  - アントニオ・グレゴリー(en:Anthony Gregory)
  - アダム・コケシュ(en:Adam Kokesh)
  - ロバート・ルフェーブル(en:Robert LeFevre)
  - カール・ウォトナー(en:Carl Watner)
  - マイケル・ヒューマー(en:Michael Huemer)
  - サミュエル・エドワード・コンキン三世(en:Samuel Edward Konkin III)
  - ステファン・モリヌー(en:Stefan Molyneux)
  - ジャン・ナーブソン(en:Jan Narveson)
  - シャロン・プレスリー(en:Sharon Presley)
  - ジョージ・H・スミス
  - ジョセフ・ソブラン(en:Joseph Sobran)
  - デイヴィッド・フリードマン
  - ランディ・E・ バーネット(en:Randy Barnett)
  - ウェンディ・マッケロイ(en:Wendy McElroy)
  - リチャード・スローマン(en:Richard R. Sloman)
  - スーザン・ホーガス(es:Susan Hogarth)

- その他の人物
  - デイヴィッド・ノーラン
  - ピーター・ティール
  - ロン・ポール
  - ナシーム・ニコラス・タレブ